# Aethionema fimbriatum
Aethionema fimbriatum är en korsblommig växtart som beskrevs av Pierre Edmond Boissier. Aethionema fimbriatum ingår i släktet Aethionema och familjen korsblommiga växter. Inga underarter finns listade i Catalogue of Life.